# Dicksonia antarctica

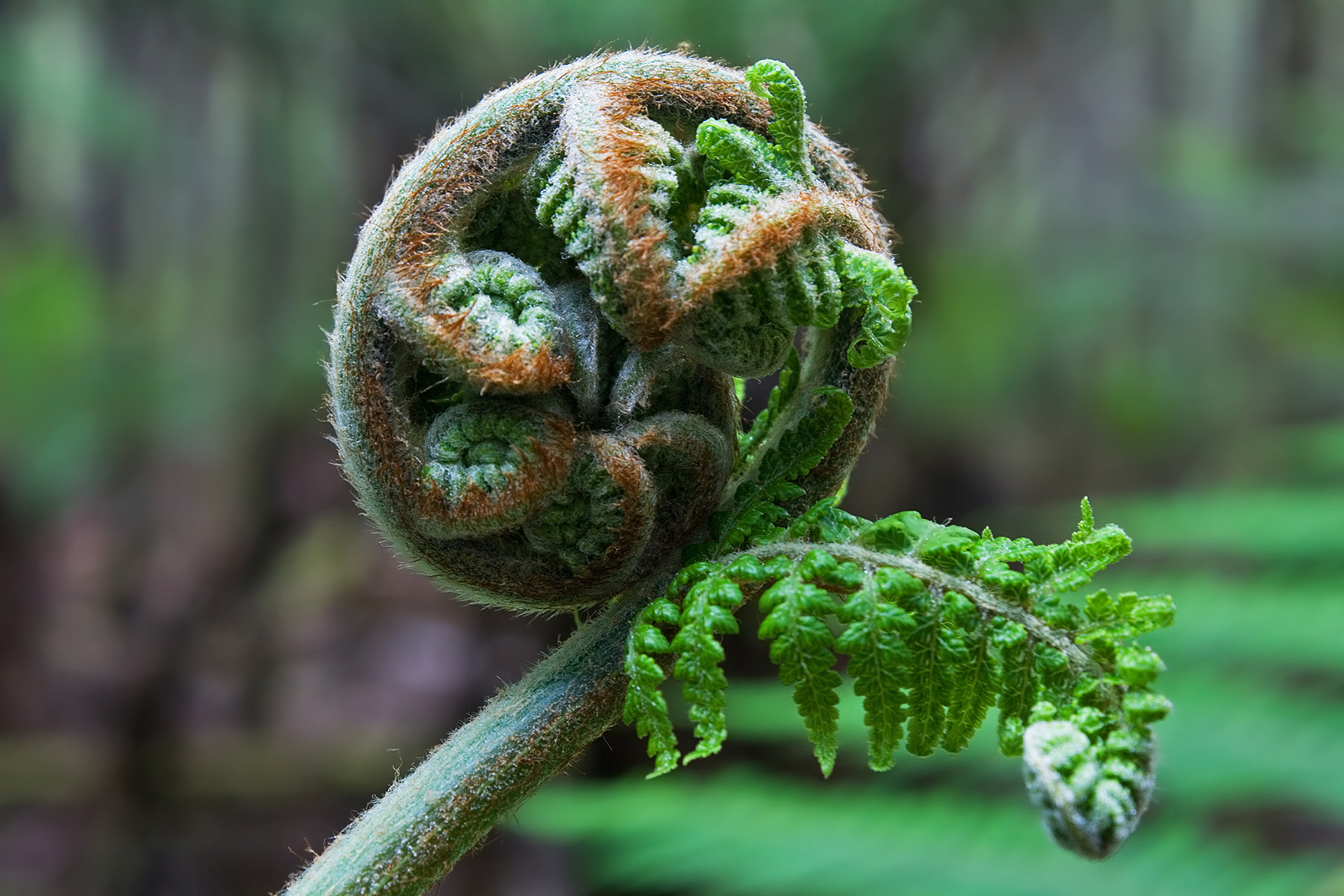
Brot

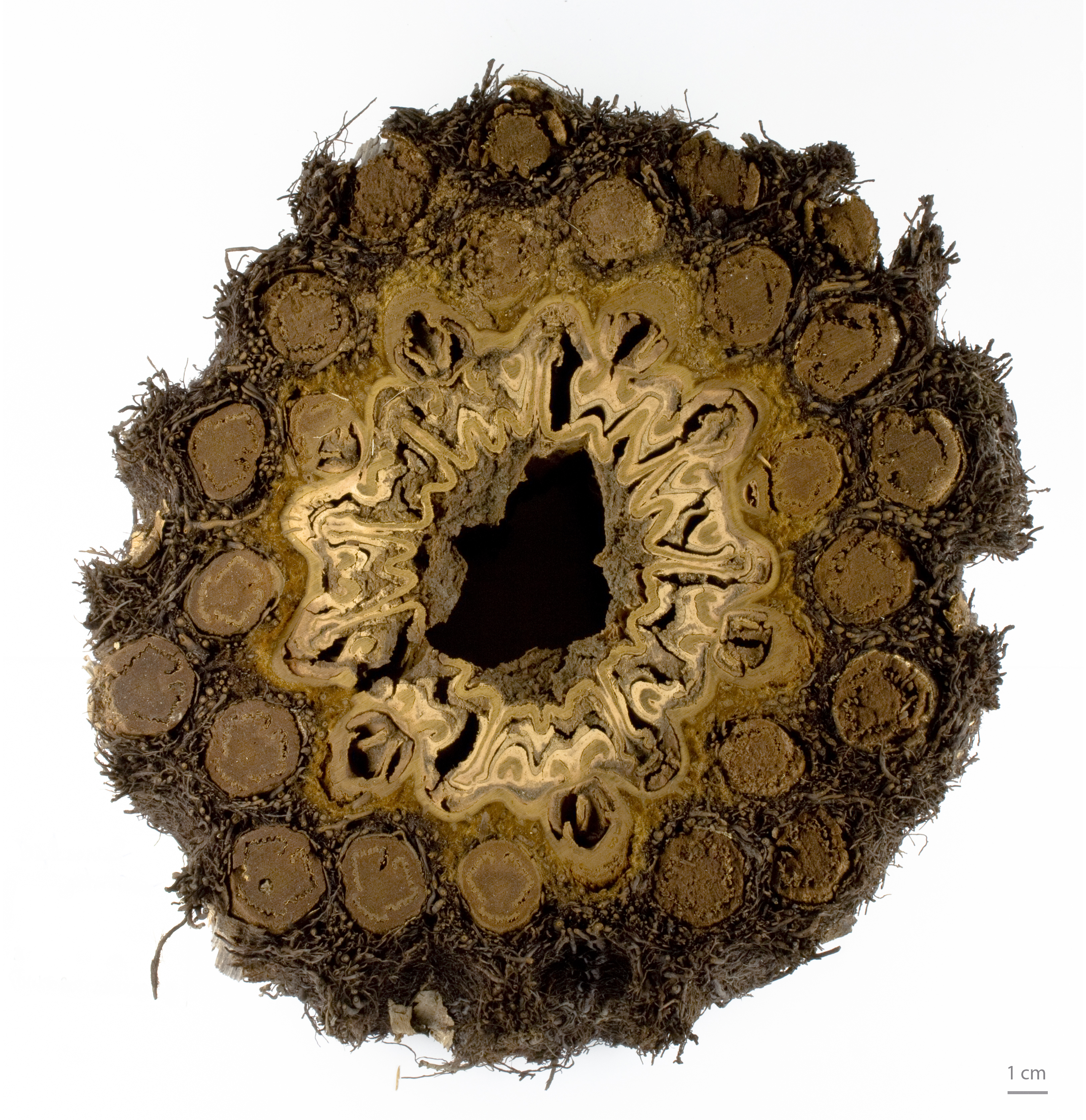
Dicksonia antarctica

Dicksonia antarctica és una espècie de falguera arborescent perennifòlia. És una planta nativa de l'est d'Austràlia, la seva distribució va des del litoral del sud-oest de Queensland, Nova Gal·les del Sud fins al de Victòria i Tasmània.

## Característiques
Aquestes falgueres poden arribar a fer 15 m d'alt, però típicament fan de 4,5 a 5 m. Tenen un rizoma erecte que forma el tronc. Les frondes fan una capçada de 2 a 6 m de diàmetre. A la natura, els trons fibrosos hostatgen plantes epífites, incloent altres falgueres i molses. Aquesta falguera creix de 3,5 a 5 cm per any i produeix espores a uns vint anys.

## Historia natural
Aquesta falguera arborescent creix en arbredes de llocs pantanosos i de vegades creix a grans altitud dins del bosc nebulós. Pot créixer a la mitja ombra i en sòls àcids o alcalins.

## Cultiu

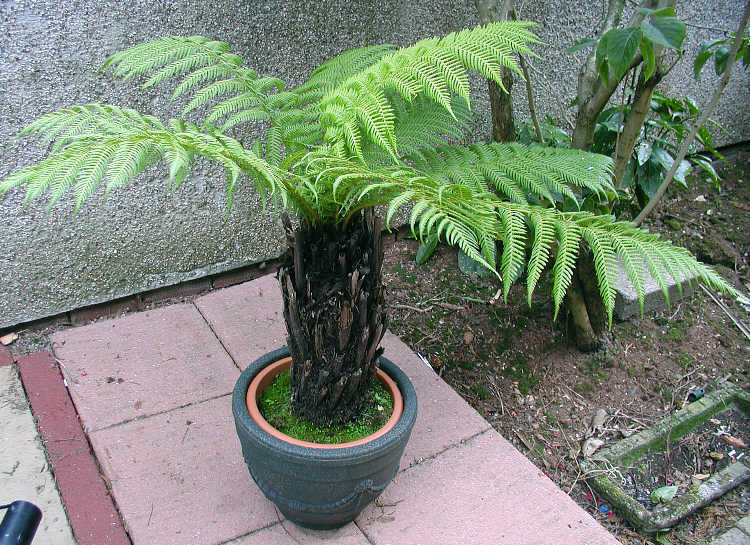
Dicksonia antarctica en un jardí anglès, el tronc fa 60 cm d'alt.

Dicksonia antarctica creix millor en zones amb pluviometria anual major de 1.000 mm amb un mínim de 500 litres.
Resisteix glaçades de fins -5 °C. Ha guanyat el premi de la Royal Horticultural Society Award of Garden Merit. El Jardí Botànic de València en té uns exemplars destacables als hivernacles d'exhibició.